# Lyall Cameron
Pour les articles homonymes, voir Cameron.
Lyall Cameron, né le 10 octobre 2002 à Dundee en Écosse, est un footballeur écossais qui évolue au poste de milieu central au Dundee FC.

## Biographie

### En club
Né à Dundee en Écosse, Lyall Cameron est formé au Dundee FC. Il joue son premier match en professionnel le 13 juillet 2019, lors d'une rencontre de Scottish League Cup face au Raith Rovers FC. Il entre en jeu et son équipe s'impose par trois buts à zéro.
Le 25 février 2022, Cameron rejoint le Montrose FC sous la forme d'un prêt jusqu'à la fin de la saison.
De retour au Dundee FC à l'été 2022, il participe à la montée du club en première division à l'issue de la saison 2022-2023, le Dundee FC étant promu en terminant champion de Scottish Championship. Cameron joue un rôle important dans ce succès, ce qui lui permet de figurer dans l'équipe-type de la compétition.
Il joue son premier match en Scottish Premiership, la première division écossaise, le 5 août 2023 face au Motherwell FC, lors de la première journée de la saison 2023-2024. Titulaire, il se fait remarquer en marquant également son premier but en première division, étant l'auteur du but égalisateur de son équipe,.

### En sélection
Lyall Cameron est convoqué pour la première fois avec l'équipe d'Écosse espoirs en mai 2023, Il joue son premier match avec cette sélection lors de ce rassemblement, le 15 juin 2023 contre la Norvège. Il entre en jeu et les deux équipes se neutralisent (0-0 score final).
Cameron marque son premier but pour les espoirs le 17 novembre 2023, lors d'un match comptant pour les éliminatoires de l'Euro 2025, face à la Belgique. Titulaire, il marque sur un service de Ben Doak et permet à son équipe de s'impose par deux buts à zéro,.

## Palmarès
Dundee FC
- Scottish Championship (1) :
  - Champion : 2022-2023.